# Бойовий гімн (оповідання)
«Бойовий гімн» (англ. Battle-Hymn) — науково-фантастичне оповідання-фіґхут американського письменника Айзека Азімова, опубліковане в березні 1995 року журналом HarperPrism. Оповідання ввійшло в збірку «Золото» (1995).

## Сюжет
Політики використовують мелодію «Марсельєзи», як засіб агітації жителів Марса, серед яких багато потомків вихідців з Франції.
Для каламбура Азімов використовує схожість звучання назви пісні з фразою «Mars say yes».